# Islamisk enighet
Islamisk enighet eller Al Ittihad Al Islamiya (arabiska: الاتحاد الإسلامية) var en militant islamistgrupp i Somalia mellan 1987 och 1997 som bildades i opposition mot diktatorn Siad Barres regim.